# Little Saint Nick
A Little Saint Nick a Beach Boys karácsonyi dala, Brian Wilson és Mike Love szerzeménye,  amely 1963. december 2-án jelent meg kislemezen, 1964 végén pedig a kislemezváltozattól eltérő keverésben a The Beach Boys' Christmas Album LP-n. 2005-ben Brian Wilson újra felvette a dalt karácsonyi szólóalbumára, a What I Really Want For Christmas-ra.
A számot többen is feldolgozták, legutóbb a Hanson fiúegyüttes. A szám egy részlete egy animációs karácsonyi Coca-Cola tévéreklámban is felbukkan, melyben egy jegesmedvecsalád felfedez egy ünnepi pingvin-összejövetelt.

## Külső hivatkozások
- A karácsonyi Coca-Cola reklám